# Pasaporte bielorruso
El Pasaporte bielorruso es el documento oficial, emitido por el  gobierno de Bielorrusia que identifica los ciudadanos bielorrusos ante las autoridades de otros países, permitiendo la anotación de entrada y salida a través de puertos, aeropuertos y vías de acceso internacionales. Permite también contener los visados de autorización de entrada. 

## Apariencia física y datos contenidos
El pasaporte bielorruso es de color azul, con las palabras "РЭСПУБЛІКА БЕЛАРУСЬ" (Español: República de Bielorrusia) y "ПАШПАРТ" (Español: Pasaporte) inscritas en la parte superior de la portada, abajo están escritas las mismas palabras en ruso y inglés ((РЕСПУБЛИКА БЕЛАРУСЬ ПАСПОРТ) y (REPUBLIC OF BELARUS PASSPORT)) y el Escudo de armas de Bielorrusia estampado en la parte inferior de la portada. El pasaporte bielorruso no tiene el símbolo biométrico estándar estampado en su pasaporte.

## Sellos de permiso
Antes de 2008, los ciudadanos bielorrusos tenían que solicitar sellos de permiso en sus pasaportes para cruzar las fronteras bielorrusas. Se otorgaban sellos de permiso si no existían restricciones legales específicas para su traslado al extranjero. En 2002, el Tribunal Constitucional de Bielorrusia declaró en su decisión que los sellos de permiso no eran constitucionales. Finalmente, fueron abolidos por decreto presidencial el 17 de diciembre de 2007.

## Visados
En 2022, Bielorrusia está ubicada en el puesto 65° de clasificación de pasaportes, lo cual permite a sus ciudadanos la entrada sin visa a 79 países.

Requerimientos de visa para ciudadanos bielorrusos
Bielorrusia
Sin visa
Visa emitida a la llegada
Autorización electrónica o eVisa
Visa disponible tanto a la llegada como en línea
Sin visa para titulares de cupones
Visa requerida antes de la llegada